# Cité Dupont
La cité Dupont est une voie du 11e arrondissement de Paris, en France.

## Situation et accès
La cité Dupont est une voie publique située dans le 11e arrondissement de Paris. Elle débute au 52, rue Saint-Maur et se termine en impasse.

## Origine du nom
Elle doit son nom à celui d'un ancien propriétaire local.

## Historique
Cette voie, ouverte en 1856 sous sa dénomination actuelle, est classée dans la voirie de Paris par arrêté municipal du 14 décembre 1992.